# Orquestra Real Dinamarquesa

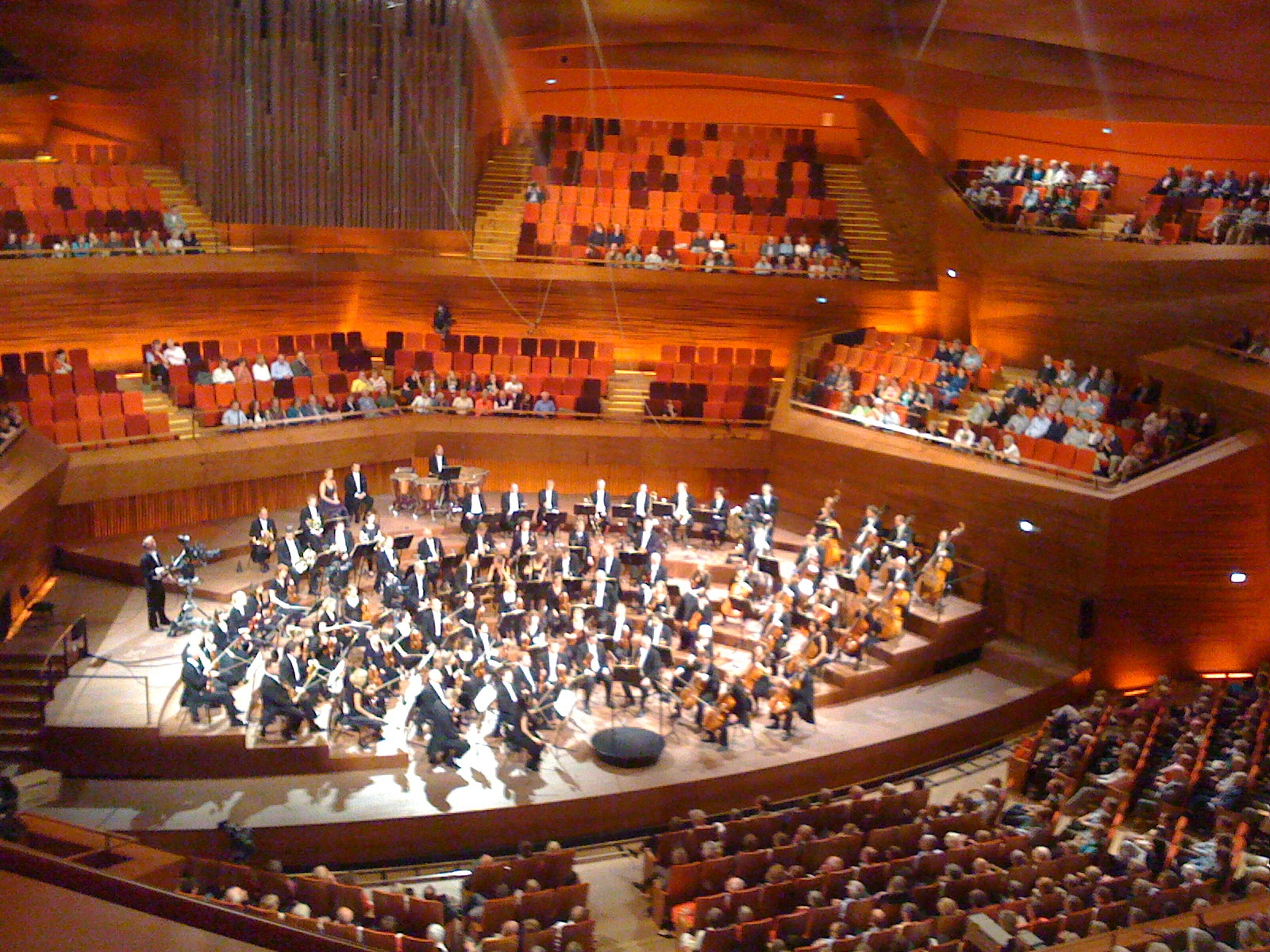
O auditório principal da Sala de Concertos de Copenhagen, projetado por Jean Nouvel

A Orquestra Real Dinamarquesa é considerada uma das mais antigas orquestras e sendo composta por centro e trinta músicos, começando a ser traçada em 1448 na Corte do Reio Christian I. A orquestra também teve ligações com Christoph Willibald Gluck, que não conduziu apenas a orquestra, mas também compôs inúmeras obras para ocasiões especiais. Já no século XX, grandes maestros passaram pela orquestra, como Richard Strauss, Igor Stravinsky, Leonard Bernstein, Sergiu Celibidache, Georg Solti e Otto Klemperer.

## Principais Maestros
- Michael Schonwandt (2000–)
- Paavo Berglund (1993–1998)
- John Frandsen (1946–1980)
- Egisto Tango e Johan Hye-Knudsen
- Georg Hoeberg (1914–1930)
- Frederik Rung
- Johan Svendsen (1883–1908)
- Holger Simon Paulli
- Niels Gade
- Claus Schall
- Friedrich Kunzen
- Johann Gottlieb Naumann
- Heinrich Schütz